# Segmento circolare

Rappresentazione di un segmento circolare, in cui: è il raggio, è la lunghezza della corda (linea tratteggiata), è la lunghezza dell'arco, è l'angolo al centro che insiste sull'arco, è l'altezza della porzione triangolare, è la saetta, ossia l'altezza del segmento circolare in verde.

In geometria, un segmento circolare è una parte di cerchio delimitata da una secante (o corda). Una porzione di cerchio delimitata da due secanti parallele viene detto segmento circolare a due basi. Il segmento circolare viene anche detto segmento circolare a una base per distinguerlo da quello a due basi.
La corda o secante definisce due segmenti circolari, uno dei quali è contrassegnato in verde nell'illustrazione, mentre l'altro è in bianco.

## Formula principale
La lunghezza del raggio è uguale alla somma delle due altezze: {\displaystyle R=h+d}. 
L'arco di circonferenza è {\displaystyle s=R\cdot \theta }, con {\displaystyle \theta } espresso in radianti.
L'area misura {\displaystyle A_{sg}={\frac {1}{2}}R^{2}\left(\theta -\sin \theta \right)}. In alternativa, senza usare funzioni trigonometriche e senza angolo {\displaystyle \theta }, conoscendo solo lunghezze:
{\displaystyle A_{sg}={{R\left(s-c\right)+ch} \over 2}.}
Dimostrazione
L'area si ottiene come differenza tra l'area del settore circolare e del triangolo inscritto ossia:
{\displaystyle {\frac {1}{2}}R^{2}\theta -{\frac {1}{2}}(R^{2}\sin \theta )={\frac {1}{2}}R^{2}\left(\theta -\sin \theta \right).}
Per la corda (dal teorema della corda): {\displaystyle c=2R\sin \left({\frac {\theta }{2}}\right)}.
L'altezza della porzione triangolare è {\displaystyle d=R\cos \left({\frac {\theta }{2}}\right)}.
L'altezza del segmento è {\displaystyle h=R-d=R\left(1-\cos {\frac {\theta }{2}}\right)}.

## Approssimazione dell'area
Poiché per {\displaystyle \alpha \in \left[0,{\frac {\pi }{4}}\right]} è possibile approssimare la funzione {\displaystyle \sin \alpha } utilizzando lo sviluppo in serie di Taylor arrestato al 2° termine, ossia:
{\displaystyle \sin \alpha \simeq \alpha -{\frac {\alpha ^{3}}{6}}.}
Per {\displaystyle \theta \in \left[0,{\frac {\pi }{2}}\right]} la lunghezza della corda {\displaystyle c} si approssima con la seguente formula:
{\displaystyle c=2R\sin \left({\frac {\theta }{2}}\right)\simeq 2R\left({\frac {\theta }{2}}-{\frac {\theta ^{3}}{48}}\right)=R\theta \left(1-{\frac {\theta ^{2}}{24}}\right)=s\left(1-{\frac {\theta ^{2}}{24}}\right),}
dunque
{\displaystyle c\simeq s\left(1-{\frac {\theta ^{2}}{24}}\right).}
Analogamente, noti {\displaystyle c} e {\displaystyle s} è possibile ricavare {\displaystyle \theta } e {\displaystyle R,} per {\displaystyle \theta \in \left(0,2\pi \right)}:
{\displaystyle \theta \simeq {\sqrt {24\left(1-{\frac {c}{s}}\right)}};}
{\displaystyle R={\frac {s}{\theta }}\simeq {\frac {s}{\sqrt {24\left(1-{\frac {c}{s}}\right)}}}.}
Se si vuole una maggiore approssimazione nel calcolo  di {\displaystyle \theta }, {\displaystyle c} e {\displaystyle R}, si possono usare le seguenti formule, valide per {\displaystyle \theta \in \left(0,\simeq {\frac {17\pi }{10}}\right)}:
{\displaystyle c\simeq {\frac {s(\theta ^{4}-80\theta ^{2}+1920)}{1920}};}
{\displaystyle \theta \simeq {\sqrt {40-{\sqrt {1920{\frac {c}{s}}-320}}}};}
{\displaystyle R={\frac {s}{\theta }}\simeq {\frac {s}{\sqrt {40-{\sqrt {1920{\frac {c}{s}}-320}}}}}.}
Per rapporti {\displaystyle {\frac {c}{s}}<0.6989}, a parità di approssimazione con le formule prima riportate, si possono usare anche le seguenti formule approssimate :
{\displaystyle c\simeq {\frac {2s}{\pi }}(2-{\frac {\theta }{\pi }});}
{\displaystyle \theta \simeq {\frac {\pi (4s-\pi c)}{2s}};}
{\displaystyle R={\frac {s}{\theta }}\simeq {\frac {2s^{2}}{\pi (4s-\pi c)}}.}

## Area in funzione dell'altezza

Segmento circolare in funzione dell'altezza h

Calcolo dell'area del segmento in funzione dell'altezza {\displaystyle h}.
L'area del settore è data da:
{\displaystyle A_{st}={\frac {1}{2}}R^{2}\theta ;}
{\displaystyle \theta =2\arccos \left({\frac {R-h}{R}}\right);}
{\displaystyle A_{st}=R^{2}\arccos \left(1-{\frac {h}{R}}\right).}
L'area del triangolo isoscele è data dal prodotto del segmento {\displaystyle R-h} per la semicorda del settore circolare:
{\displaystyle A_{t}=\left(R-h\right){\sqrt {R^{2}-\left(R-h\right)^{2}}}.}
L'area segmento {\displaystyle A_{sg}} è data dalla differenza dell'area del settore e l'area del triangolo isoscele:
{\displaystyle A_{sg}=A_{st}-A_{t}=R^{2}\arccos \left(1-{\frac {h}{R}}\right)-\left(R-h\right){\sqrt {R^{2}-\left(R-h\right)^{2}}}.}
L'area {\displaystyle A_{sg}} è una funzione trascendente di {\displaystyle c} e {\displaystyle h}, quindi non può essere espressa in termini algebrici. Ma si può affermare che man mano che l'angolo al centro diventa più piccolo (o alternativamente il raggio diventa più grande), l'area {\displaystyle A_{sg}} si avvicina rapidamente e asintoticamente a {\displaystyle {\frac {2}{3}}ch}. Se {\displaystyle \theta \ll 1}, allora {\displaystyle A_{sg}={\frac {2}{3}}ch} è sostanzialmente una buona approssimazione.
Quando l'angolo al centro si avvicina a {\displaystyle \pi }, l'area del segmento converge all'area di un semicerchio {\displaystyle {\frac {\pi R^{2}}{2}}}, quindi una buona approssimazione è:
{\displaystyle A_{sg}\approx {\frac {\pi R^{2}}{2}}-\left({\frac {2R+c}{2}}\right)(R-h),\quad } per {\displaystyle h>0,75R.}
Calcolo della corda {\displaystyle c} in funzione dell'altezza:
{\displaystyle c=2{\sqrt {R^{2}-\left(R-h\right)^{2}}}.}
Calcolo dell'arco {\displaystyle s} in funzione dell'altezza:
{\displaystyle s=R\theta ;}
{\displaystyle s=2R\arccos \left(1-{\frac {h}{R}}\right).}

## Calcolo del baricentro

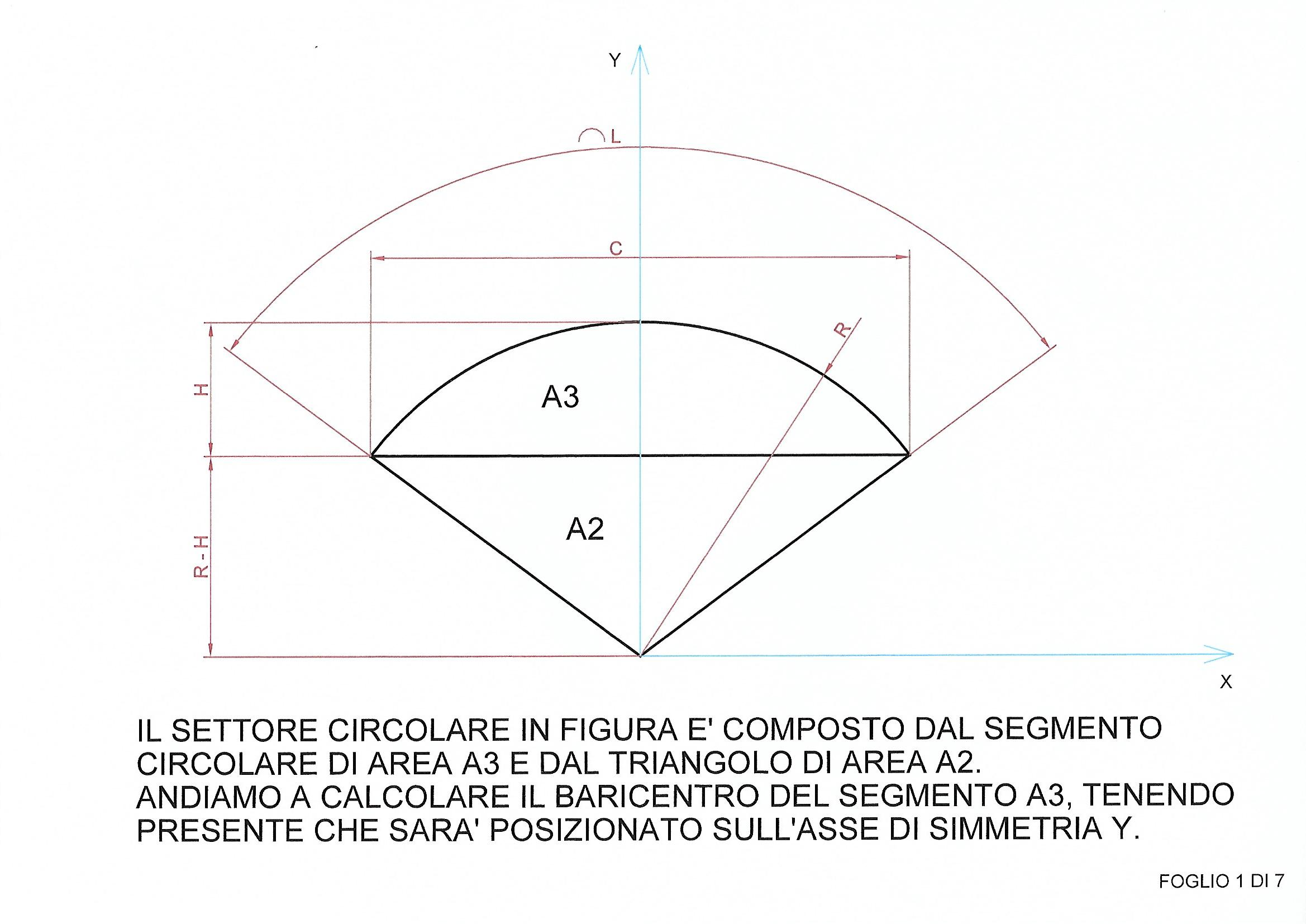
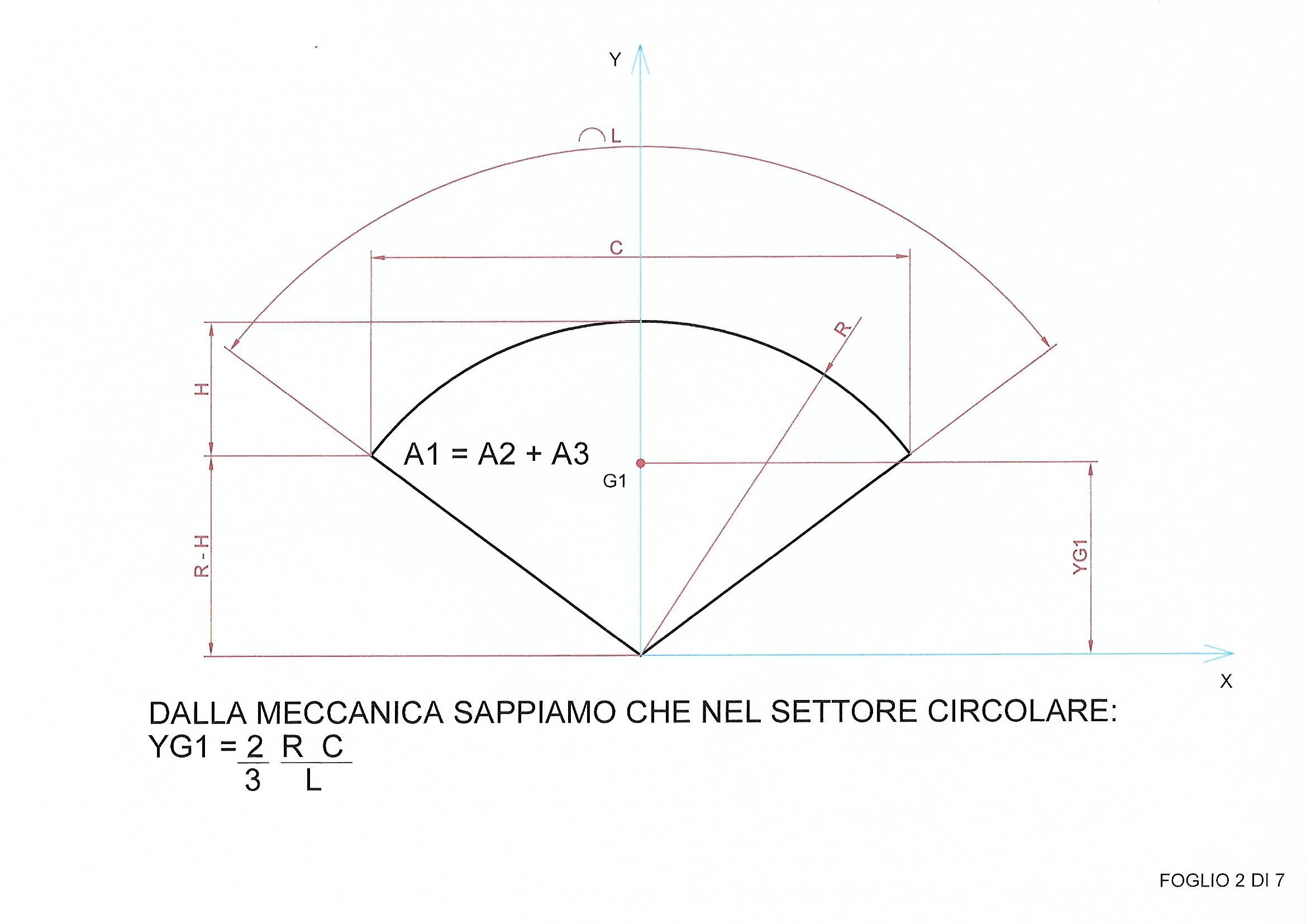
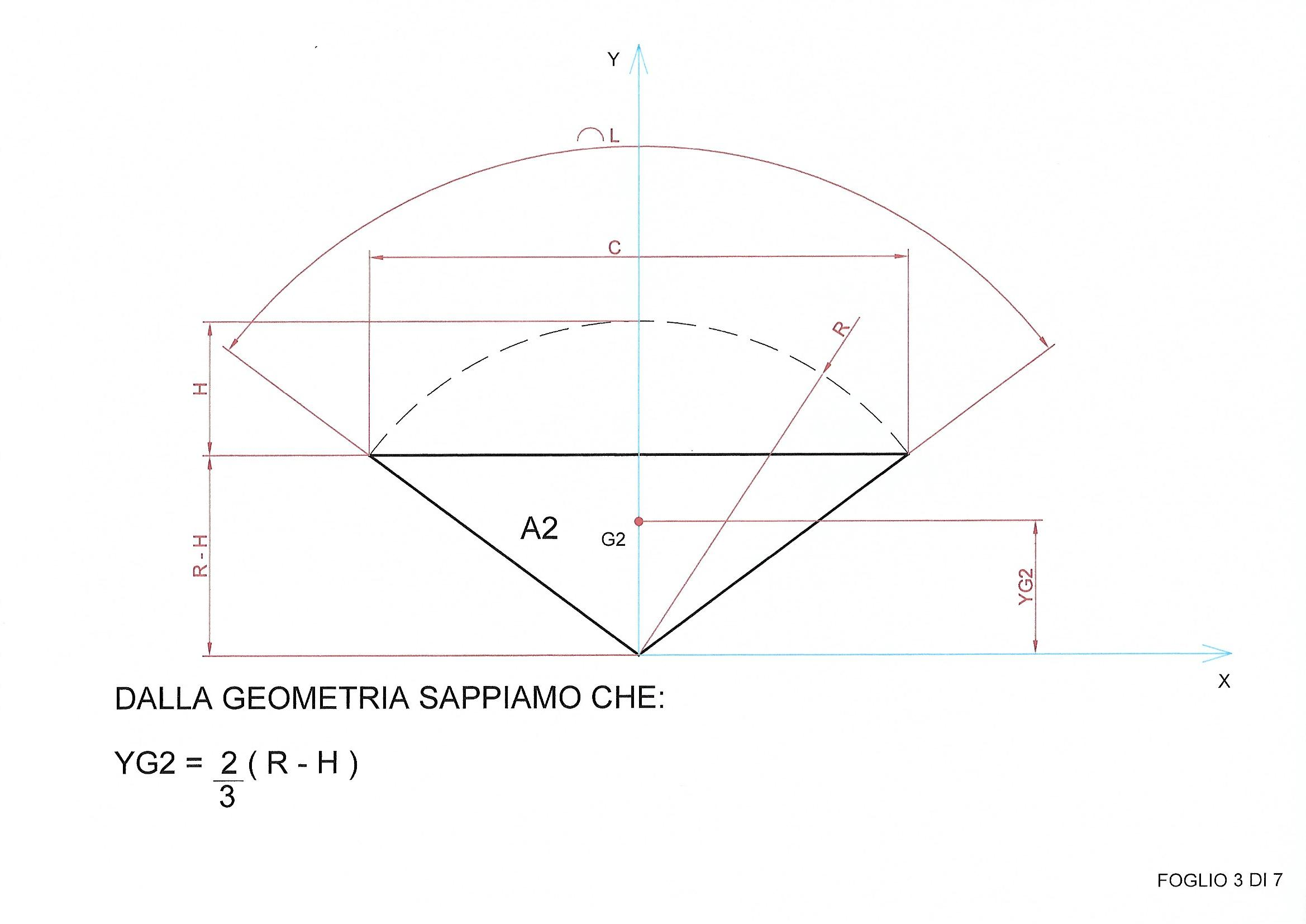
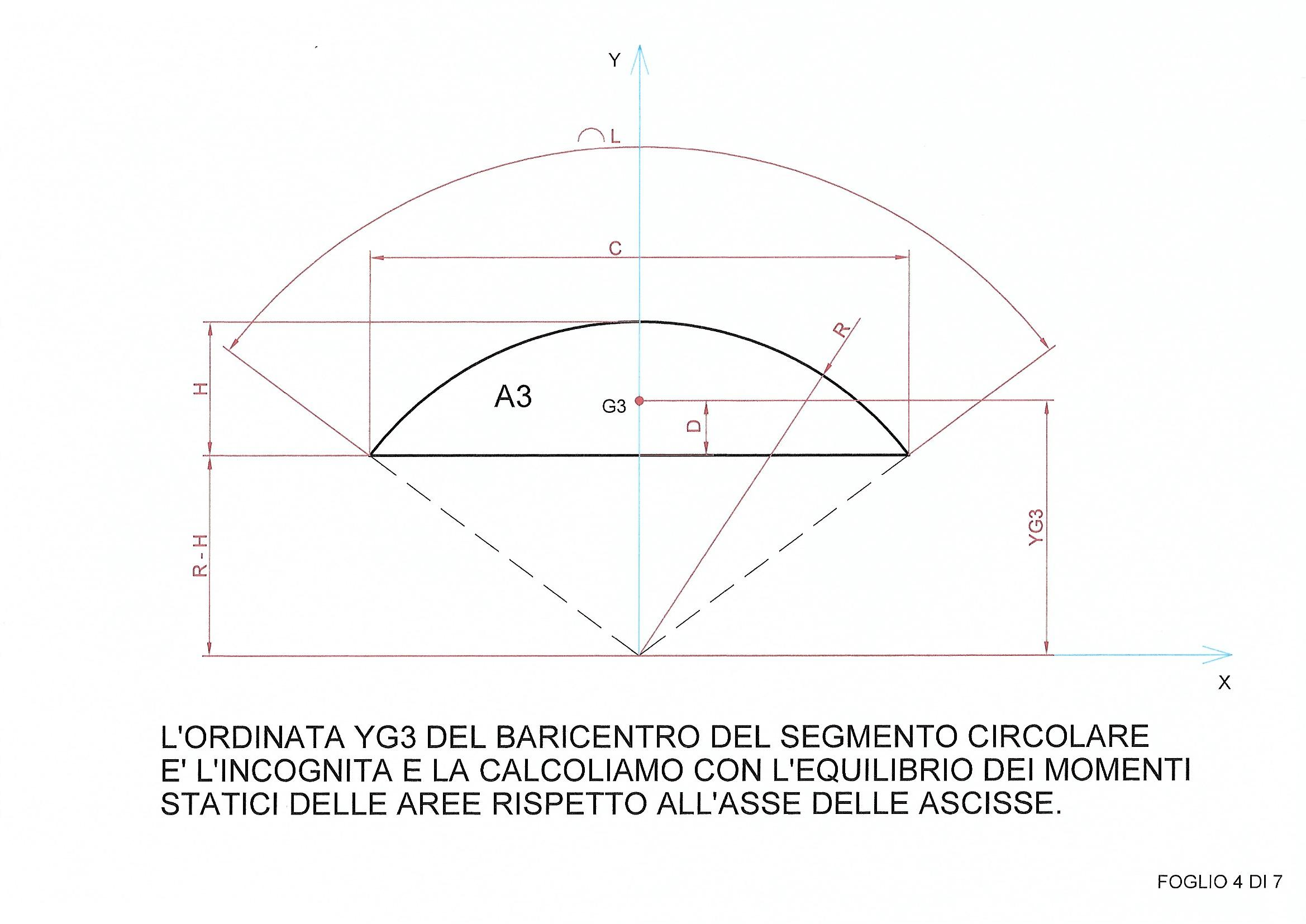
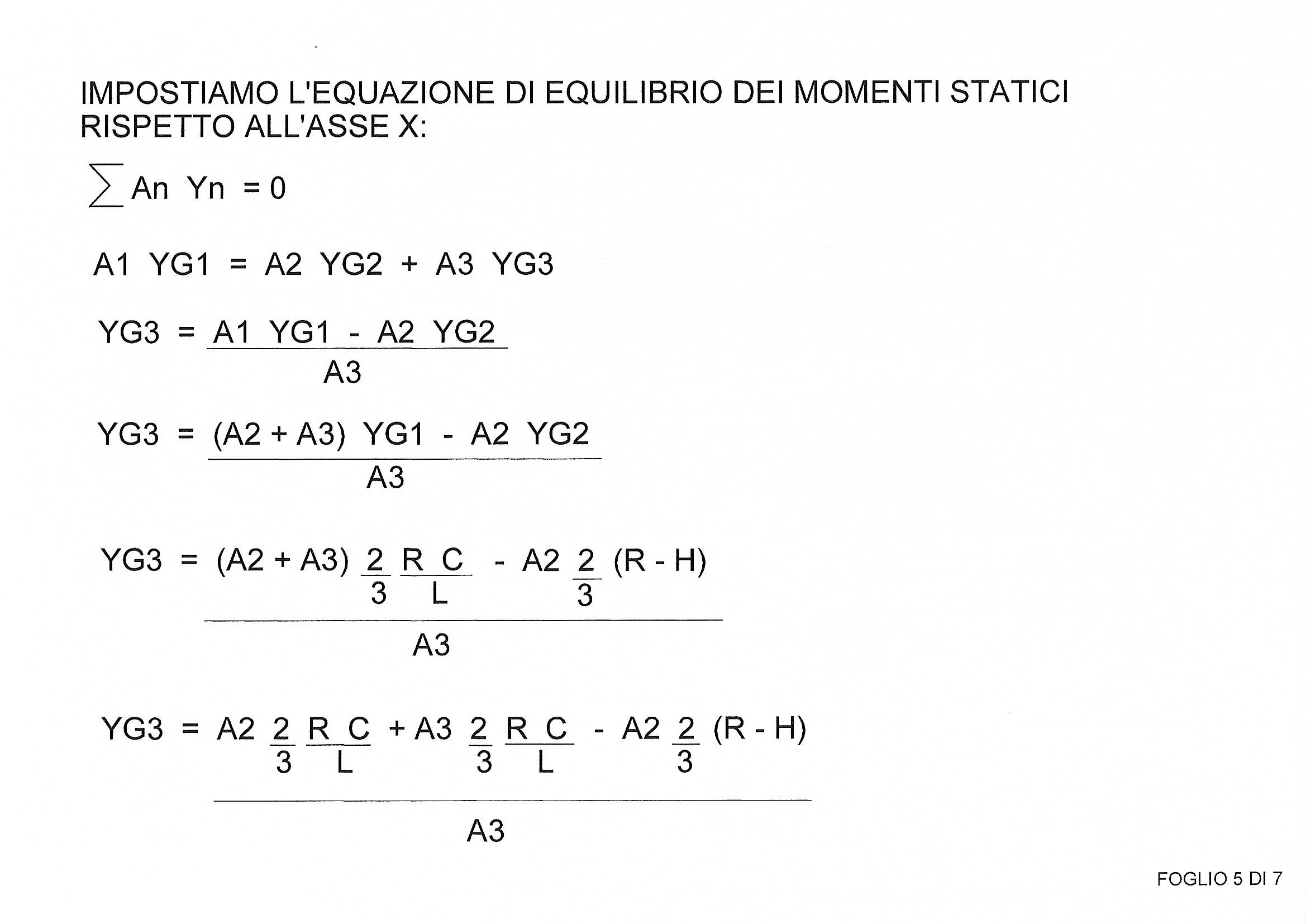
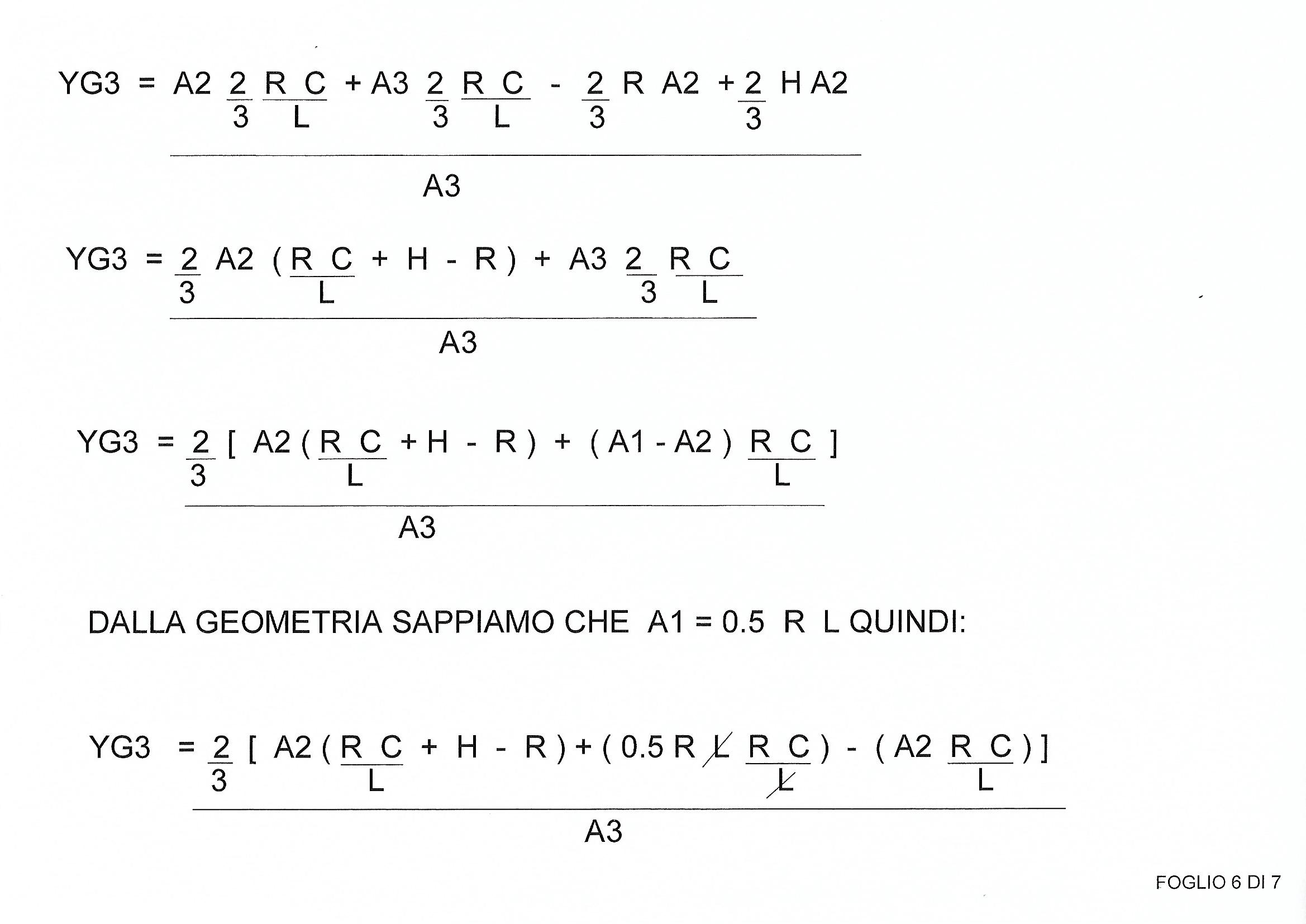
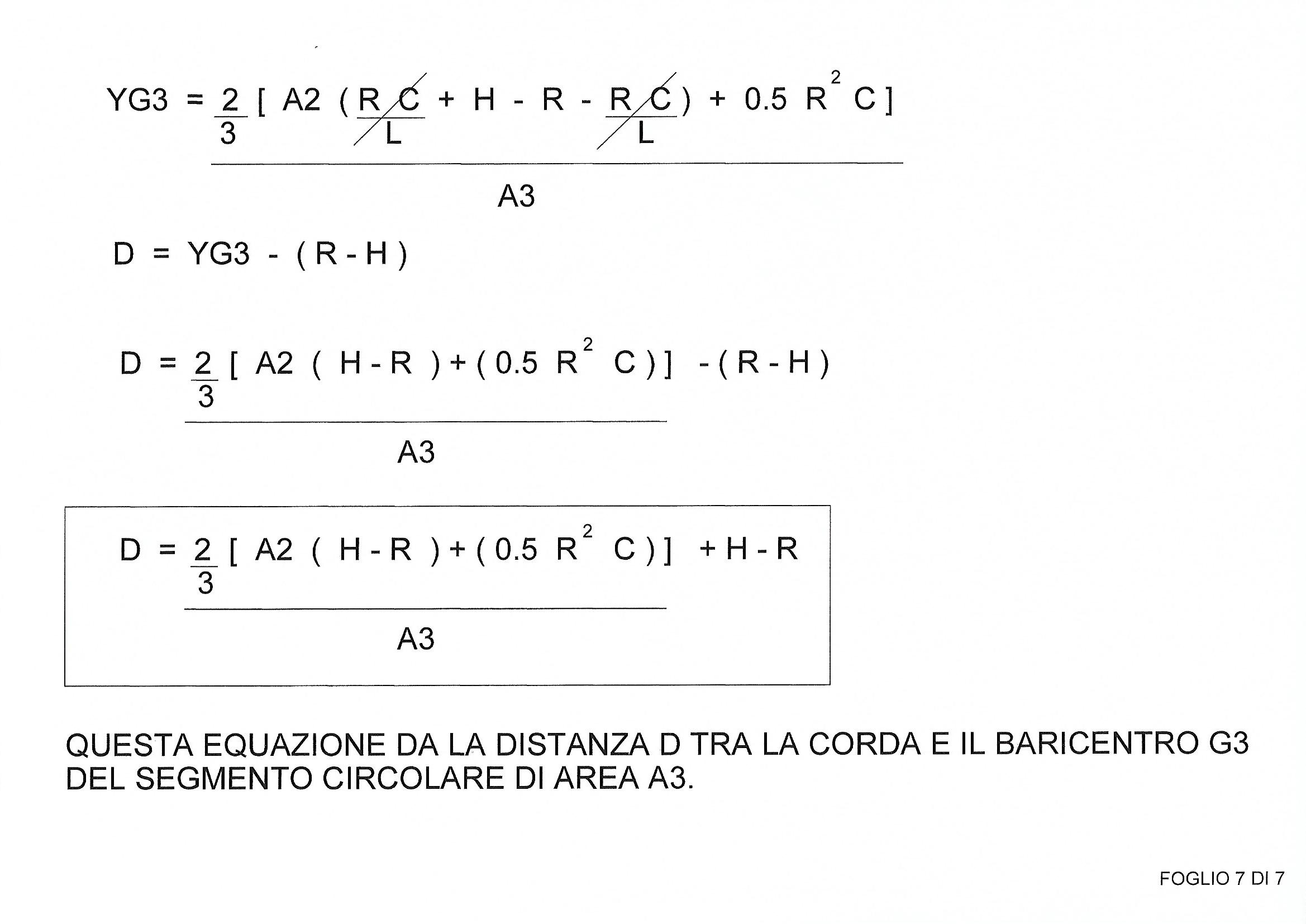
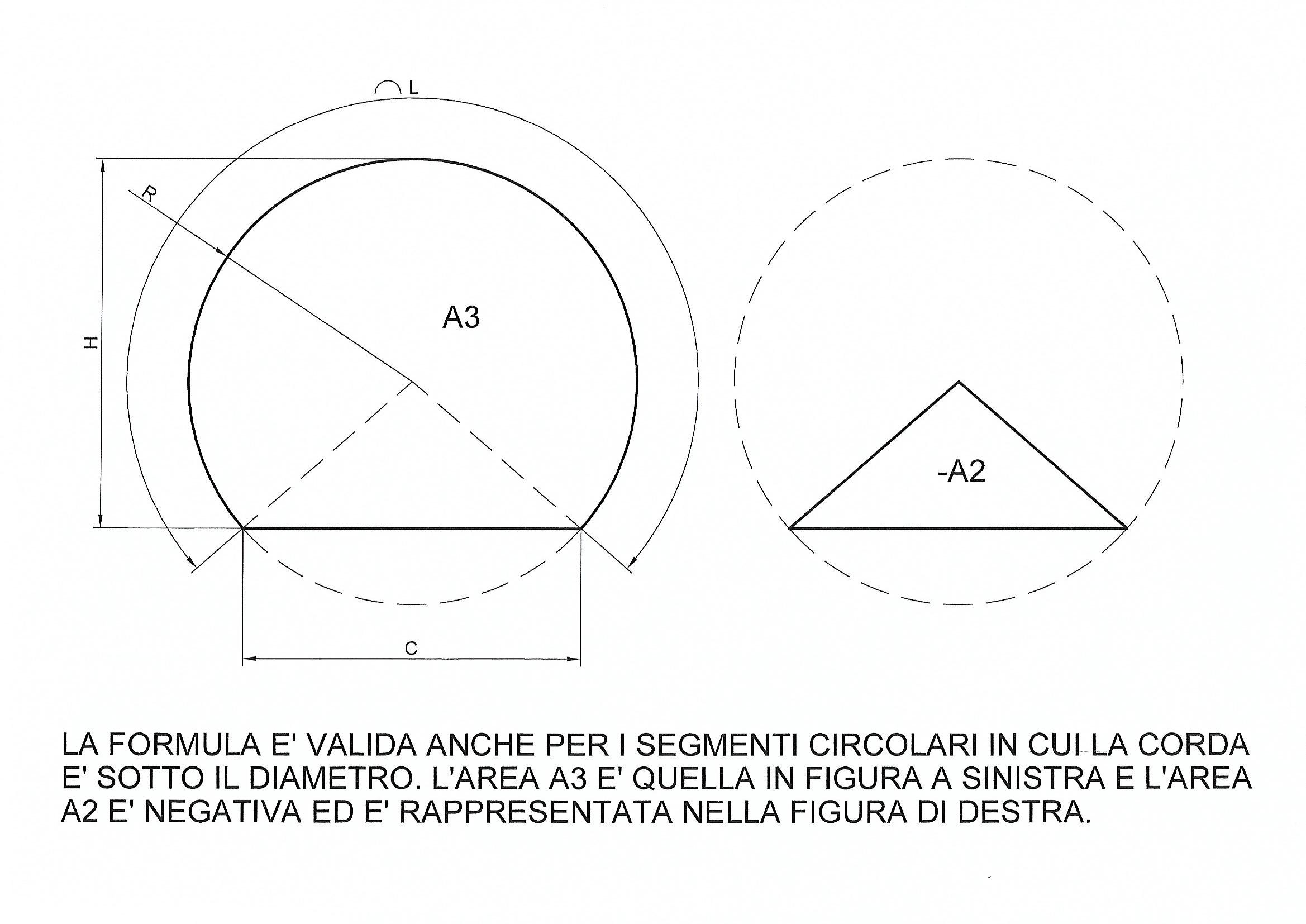